# Thuyết sức mua tương đương
Thuyết sức mua tương đương được Gustav Cassel (1866-1945, người Thụy Điển) phát biểu đầu tiên. Trong một số nghiên cứu mà Cassel công bố sau Chiến tranh thế giới thứ nhất, ông lý luận như sau: Nếu một giạ lúa mỳ bán ở Mỹ có giá là 2 dollar Mỹ và tỷ giá hối đoái Mác Đức:Dollar là 1,6:1 thì giá giạ lúa mỳ đó khi bán ở Đức phải có giá là 3,2 Mark. Nếu như không đúng thế, tức là có sự mất cân bằng. Và Cassel cho rằng không nên để tồn tại sự mất cân bằng này; và việc điều chính tỷ giá hối đoái sẽ giúp giải quyết tình trạng thiếu cân bằng đó.
Thuyết sức mua tương đương được biết đến rộng rãi từ năm 1923 khi John Maynard Keynes nhắc đến nó trong công trình "Tract on Monetary Reform" (1923).
Các nhà kinh tế học ngay nay cho rằng thuyết sức mua tương đương chỉ áp dụng được cho những hàng hóa nào được trao đổi quốc tế.